# Aelius Catus
Aelius Catus (n.  ?) a fost un om militar din Imperiul Roman timpuriu. Acesta a purtat mai multe acțiuni militare împotriva geților, colonizând 50.000 dintre aceștia din Muntenia în Moesia. Campania sa avut drept context desele incursiuni ale dacilor și sarmaților la sud de Dunăre. La acel moment romanii nu controlau propriu-zis decât teritoriile până la Durostorum, Sciția Mică fiind încredințată sapeilor, un trib trac aliat cu Roma, coordonați de un praefectus orae maritimae.